# 石橋武宜
石橋 武宜（いしばし たけのり、1978年2月23日 - ）は、日本の気象予報士。東海地方を中心に活動している。

## 経歴
愛知県碧南市出身。碧南市立西端中学校、愛知県立刈谷北高等学校、近畿大学理工学部卒業。
大学では教師を目指していたが、就職氷河期と重なったことで断念。卒業後は地元へ帰郷し、飲料自動販売機のルートマンのアルバイトをしながら弁理士の専門学校へ通っていた。アルバイト中に天気と売り上げの関係性に関心を持ち、2004年（26歳）に気象予報士の資格を取得する。
2005年、日本気象協会中部支社に所属。中京テレビの気象予報コーナーへ出演するようになる。
2015年、日本気象協会を退職。その後はフリーとして活動。
2024年7月29日、レギュラー出演する「キャッチ！」のエンディングにて、自身の結婚を報告した。

## 人物
血液型B型。4人兄弟の長男。2023年現在、碧南市内の実家にて家族と共に在住。
中京テレビの番組では本業である天気予報のほか、ロケコーナーへ参加することもある。

## 担当番組
中京テレビ
- 中京テレビNewsリアルタイム（2008年6月30日 - 2010年3月26日）
- news every.（2010年3月29日 - 2012年3月30日） - 中京テレビローカルパート
- キャッチ!（2012年4月2日 - ）
- 前略、大とくさん（2013年11月3日 - 2024年9月29日）→ ぐ〜たくさん（2024年10月6日 - ）